# Гайдаров, Гайдар Зайрудинович
Гайдар Зайрудинович Гайдаров (род. 26 декабря 1973 года, Хасавюрт, Дагестанская АССР, РСФСР, СССР) — бывший российский борец вольного стиля, президент Федерации спортивной борьбы Дагестана. Старший тренер сборной Республики Дагестан по вольной борьбе, заслуженный тренер России и Дагестана.

## Биография
Родился 26 декабря 1973 года в Хасавюрте. По национальности — аварец. Окончил среднюю школу № 1 им. М. Горького города Хасавюрт, ДАССР; юридический факультет ДГУ в Махачкале, Национальный государственный университет физической культуры, спорта и здоровья им. П. Ф. Лесгафта в Санкт-Петербурге.
Занимался вольной борьбой в Хасавюрте под руководством заслуженного тренера России Магомеда Гусейнова. Победитель юношеского первенства Европы и юниорского первенства России, второй призер Спартакиады народов СНГ среди молодежи. Из-за травмы вынужден был в юниорском возрасте завершить спортивную карьеру.
Первый тренерский опыт получил, помогая в подготовке к соревнованиям младшему брату – серебряному призёру Олимпийских игр 2008 года в Пекине, обладателю медалей чемпионатов мира и Европы Мураду Гайдарову.
В 2011 году назначен старшим тренером сборной Дагестана по вольной борьбе. Работал тренером-консультантом сборной Италии (2017-2018). Индивидуально тренировал двукратного чемпиона мира, бронзового призёра Олимпийских игр Франка Чамисо. Является личным тренером четырехкратного чемпиона Европы Даурена Куруглиева (Греция).
Занимался общественной деятельностью, входил в состав доверенных лиц Главы Республики Дагестан.

## Награды и звания
- Орден Почета  «Аль-Фахр» (27 марта 2024) - за укрепление авторитета России и мусульманской уммы на международной арене, за большой вклад в популяризацию здорового образа жизни и мусульманских ценностей среди молодежи, активную общественную позицию во благо страны и ее граждан
- Орден Почёта Республики Дагестан III степени (7 июня 2023)  — за особые заслуги в трудовой деятельности[1]
- Медаль «За заслуги в области физической культуры и спорта в Республике Дагестан» (23 сентября 2019)
- Медаль «20 лет разгрома международных бандформирований» (20 августа 2019)
- Памятные часы Главы Республики Дагестан (22 сентября 2017) — за достигнутые трудовые успехи и многолетнюю плодотворную работу
- Заслуженный тренер Республики Дагестан (18 августа 2015)
- Заслуженный тренер России (15 января 2015 года)
- Грамота к памятной медали и памятная медаль Президента РФ «За значительный вклад в подготовку и проведение XXII Олимпийских игр и XI Паралимпийских зимних игр 2014 года в городе Сочи» (31 декабря 2014)